# Psaliodes tripartita
Psaliodes tripartita là một loài bướm đêm trong họ Geometridae.